# Skálabotnur
Skálabotnur  (dansk: Skålefjord), eller Skálafjørður, er en bygd på Eysturoy, Færøerne beliggende ved bunden af fjorden Skálafjørður. Bygden var en del af Skála Kommune, sum nu er lagt sammen med Runavíkar kommuna. 
1. januar 2025 havde bygden 133 indbyggere.Postnummeret er FO-485.  
1987 begyndte den karismatiske bevægelse at holde møder i Skálabotbur og i 2004 blev en ny bygning udvidet med 800 siddepladser. I 2010 åbnede Keldan en kristen friskole med forskole, skole til de yngre børn og skolefritidsordning.
Fra bygden løber åen Fjarðará ud i fjorden ved en sandstrand. 
I bygden befinder der sig en station for fiskeyngel, som efter ca. 2 år udsættes i fiskeopdrættene.
Bygden blev første gang nævnt i 1630, men udgravninger viser at stedet også tidligere har været beboet.